# Anemia clinata
Anemia clinata är en ormbunkeart som beskrevs av John T. Mickel. Anemia clinata ingår i släktet Anemia och familjen Anemiaceae. Inga underarter finns listade.